# 49 Acts of Unspeakable Depravity in the Abominable Life and Times of Gilles de Rais

49 Acts Of Unspeakable Depravity In The Abominable Life And Times Of Gilles De Rais est le cinquième album du trio Simulacrum. Il se présente comme une suite en dix mouvements évoquant la descente vers la folie inspirée par la personne de Gilles de Rais. La musique est composée, arrangée et dirigée par John Zorn.

## Titres
| No  | Titre                                 | Durée |
| --- | ------------------------------------- | ----- |
| 1.  | Scene 1: At The Very Gates Of Hell    | 3:18  |
| 2.  | Scene 2: Angelic Voices               | 4:17  |
| 3.  | Scene 3: And To The Brimstone, Fire   | 3:25  |
| 4.  | Scene 4: Dark Pageant                 | 3:36  |
| 5.  | Scene 5: The Terragrammaton Labyrinth | 3:02  |
| 6.  | Scene 6: A Cruel Ecstasy              | 3:24  |
| 7.  | Scene 7: Image Of The Beast           | 2:53  |
| 8.  | Scene 8: Dance Macabre                | 5:30  |
| 9.  | Scene 9: Descent Into Madness         | 7:35  |
| 10. | Scene 10: The Holy Innocents          | 5:00  |

## Personnel
- Kenny Grohowski - batterie
- Matt Hollenberg - guitare
- John Medeski - orgue